# زالمان شنور
زالمان شنور (بالإنجليزية: Zalman Shneur)‏ (1887 – 20 فبراير 1959) شاعر وكاتب إسرائيلي باللغة العبرية واليديشية.
رشح لجائزة نوبل للأدب، وحصل على جائزة إسرائيل عام 1955.

## حياته
ولد في شكلوف في روسيا البيضاء (التي كانت وقتها جزءا من الإمبراطورية الروسية) في عام 1887. أبوه إسحاق زالكيند وأمه فايغا سوسمان. وفي سن الثالثة عشر غادر إلى أوديسا، مركز الأدب والصهيونية في ذلك الوقت. ورحل إلى وارسو في عام 1902، وعين في دار نشر ناجحة.
ثم انتقل إلى فيلنيوس في عام 1904، حيث بدأ نشر كتابه الأول ومجموعته القصصية الأولى. ولقيت قصائده نجاحا كبيرا، وطبعت عدة طبعات. وفي عام 1907 انتقل إلى باريس لدراسة العلوم الطبيعية والفلسفة والأدب في جامعة السوربون.
وسافر عبر أوروبا من عامي 1908 إلى 1913، وزار شمال أفريقيا. وحين بدأت الحرب العالمية الأولى كانت زالمان شنور في برلين. وخلال سنوات الحرب عمل في مستشفى ودرس في جامعة برلين.
وعاد إلى باريس في عام 1923، حيث مكث هناك حتى عام 1940، حين غزت قوات هتلر فرنسا. فهرب إلى إسبانيا ومن هناك رحل إلى نيويورك في عام 1941. ومات في عام 1959 في نيويورك.

## جوائز
- حصل على جائزة بياليك في الأدب عام 1951.[7]
- حصل على جائزة إسرائيل في الأدب عام 1955.[8]